# Berta hemisponsa
Berta hemisponsa là một loài bướm đêm trong họ Geometridae.